# The Boy Is Mine
Singles de Brandy et Monica
Missing You
(1996) Top of the World
(1998)
The Boy Is Mine est une chanson de Brandy et Monica sortie en 1998. Ce duo est le single des albums personnels des deux chanteuses, Never Say Never et The Boy Is Mine.
Elle est voulue comme une « réponse » à la chanson The Girl Is Mine de Michael Jackson et Paul McCartney.